# 274-й отдельный лыжный батальон
274-й отдельный лыжный батальон — воинская часть вооружённых сил СССР в Великой Отечественной войне.

## История
Батальон формировался в Челябинской области с декабря 1941 года.
В действующей армии с 28 февраля по 25 апреля 1942 года.
В феврале 1942 года направлен на фронт, в конце февраля-первой половине марта 1942 года находился в распоряжении 8-й армии, дислоцировался в районе Гайтолово. В середине марта 1942 года переброшен в распоряжение 54-й армии и в течение месяца вёл бои в «погостьинском мешке».
25 апреля 1942 года остатки батальона выведены из боёв и в течение мая 1942 года батальон был расформирован.

## Подчинение
| Дата            | Фронт (округ)       | Армия      | Корпус | Примечания |
| --------------- | ------------------- | ---------- | ------ | ---------- |
| 01.03.1942 года | Ленинградский фронт | 8-я армия  | -      | -          |
| 01.04.1942 года | Ленинградский фронт | 54-я армия | -      | -          |